# Middleton Christmas
Middleton Christmas è un film del 2020 diretto da Dale Fabrigar.

## Trama
In una piccola città, Alana D'Angelo, la preside del liceo, e la sua vivace figlia adolescente Samantha organizzano un concerto durante le festività natalizie per salvare la scuola con l'aiuto del nuovo addetto alla manutenzione, il veterano dell'esercito Johnny, e del suo tranquillo figlio Max. Quando, in seguito ad un incidente d'auto, Samantha si ritrova in pericolo di vita, Alana chiede aiuto a Johnny e Max prende una decisione disperata che legherà per sempre le loro famiglie.

## Distribuzione
Uncork'd Entertainment ha distribuito il film video on demand su internet il 28 ottobre 2020 e lo ha poi distribuito anche in DVD dal 3 novembre 2020.